# Zdrój (Jastrzębie-Zdrój)
Zdrój – osiedle samorządowe miasta Jastrzębie-Zdrój, dawna osada uzdrowiskowa. Osiedle obejmuje obszar o powierzchni 449,59 ha.
Graniczy z osiedlami Przyjaźń, Jastrzębie Górne i Dolne, Bogoczowiec, Staszica i Chrobrego, sołectwem Moszczenica oraz gminą Mszana w powiecie wodzisławskim (wsią Mszana). W granicach osiedla znajdują się również przysiółki Krzyżówka, Mazurowiec, Kondziołowiec i większa część Bożej Góry.
Na terenie dzielnicy znajduje się wpisany do rejestru zabytków dawny Zespół uzdrowiskowy w Jastrzębiu-Zdroju.
Zachował się tutaj pochodzący z drugiej połowy XIX wieku zabytkowy Park Zdrojowy z Domem Zdrojowym, muszlą koncertową, letnią kawiarenką, pijalnią wód i licznymi pomnikami przyrody. Znajdują się tu także dwa mniejsze parki: Park Dąbrówka oraz Park Uniwersytecki. W dzielnicy usytuowane są Galeria Historii Miasta, Państwowa Szkoła Muzyczna I i II stopnia z orkiestrą, Wojewódzki Szpital Rehabilitacyjny dla Dzieci, Urząd Skarbowy, Dom Wypoczynkowy "Retro", hotel "Dąbrówka", apteka, szkoły, restauracje, sklepy, dom handlowy, banki, Sąd Rejonowy, Prokuratura Rejonowa, kąpielisko "Zdrój", Akademia Górniczo-Hutnicza i Uniwersytet Trzeciego Wieku.

## Historia
Rozwój Jastrzębia związany był ściśle z odkryciem źródeł solankowych i powstaniem uzdrowiska.
W 1861 r. powstała w Jastrzębiu Dolnym pierwsza pijalnia wód mineralnych zlokalizowana w Parku Zdrojowym, a rok później otwarto pierwszy budynek sanatoryjny, tzw. Szwajcarkę (do dziś nie zachowała się) oraz Dom Zdrojowy. Z czasem powstały zakłady lecznicze dla dzieci żydowskich, katolickich jak i ewangelickich, łazienki oraz wille służące pokojami dla przybywających tu kuracjuszy. Swój rozkwit i świetność uzdrowisko przeżywało w okresie, gdy jego właścicielem był dr Mikołaj Witczak. Wtedy to zespół uzdrowiskowy wzbogacił się o kolejne obiekty, a kurort zyskał renomę.
1 czerwca 1911 roku otwarto stację kolejową w Jastrzębiu Dolnym, mieszczącą się na dzisiejszej ulicy Dworcowej, dzięki czemu ułatwiono dostęp do uzdrowiska dla przybywających tu kuracjuszy.
1 sierpnia 1924 r. z części obszaru dworskiego Jastrzębie Dolne, powstała gmina Jastrzębie-Zdrój, w skład której weszło uzdrowisko.
Wybuch II wojny światowej powstrzymał rozwój uzdrowiska. Po zakończeniu wojny odremontowano obiekty działalności leczniczej.
W latach 1945–1954 siedziba gminy Jastrzębie-Zdrój w powiecie rybnickim. Miejscowość została siedzibą gromady Jastrzębie-Zdrój 5 października 1954 roku, do której należało także Jastrzębie Dolne. 13 listopada tego samego roku gromada weszła w skład nowo powstałego powiatu wodzisławskiego. W 1956 roku gromada otrzymała status osiedla typu miejskiego, a w 1963 otrzymała prawa miejskie.
Od 1951 roku rozpoczęto intensywne badania geologiczne, w wyniku których odkryto bogate złoża węgla kamiennego. W roku 1962 oddano do użytku pierwszą z kopalń – "Jastrzębie" a 3 lata później drugą – "Moszczenica", leżącą w granicach osiedla Zdrój. Istniejące wciąż uzdrowisko stopniowo zaczęło podupadać.
W 1994 roku zakończono działalność uzdrowiskową w mieście, co znacząco wpłynęło na charakter dzielnicy. 1 czerwca 1997 roku zawieszono przewozy pasażerskie na linii kolejowej ze stacji Jastrzębie Zdrój do Wodzisławia Śląskiego, a 18 lutego 2001 roku z Pawłowic Śląskich do Jastrzębia i dworzec w Zdroju został zamknięty. Był to główny dworzec pasażerski w mieście, a jego zamknięcie oznaczało, iż Jastrzębie-Zdrój stało się największym miastem w Polsce bez połączenia kolejowego.
W 1998 roku, w budynku dawnego sanatorium Spółki Brackiej rozpoczął działalność wydział zamiejscowy Uniwersytetu Śląskiego w Katowicach. Po kilku latach wydział zamknięto, a na jego miejsce w 2006 roku otwarto kolejną uczelnię wyższą – Zamiejscowy Ośrodek Dydaktyczny Akademii Górniczo-Hutniczej w Krakowie.
31 grudnia 2019 r. osiedle miało 7132 mieszkańców.

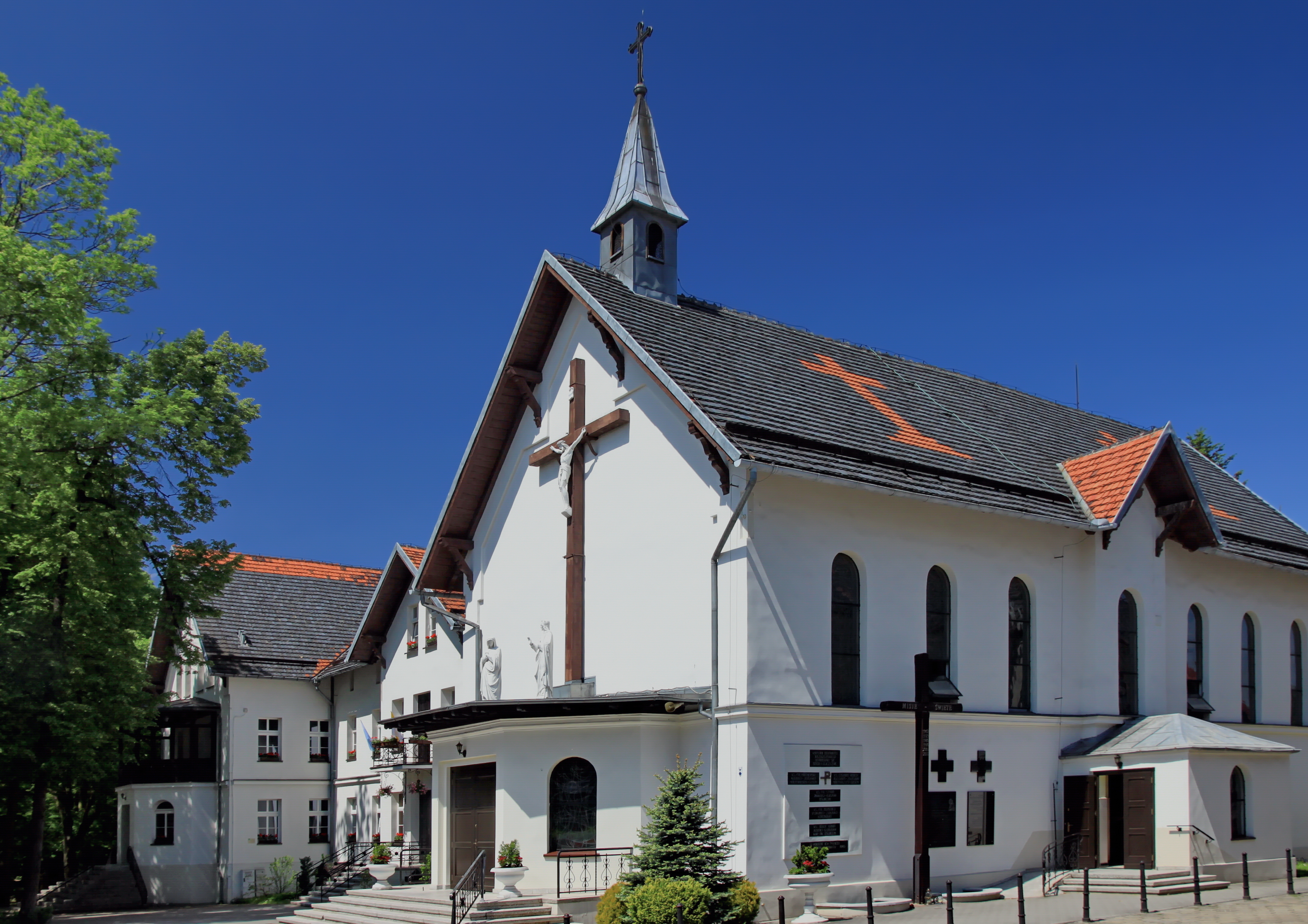
Kościół parafialny pw. Najświętszego Serca Pana Jezusa
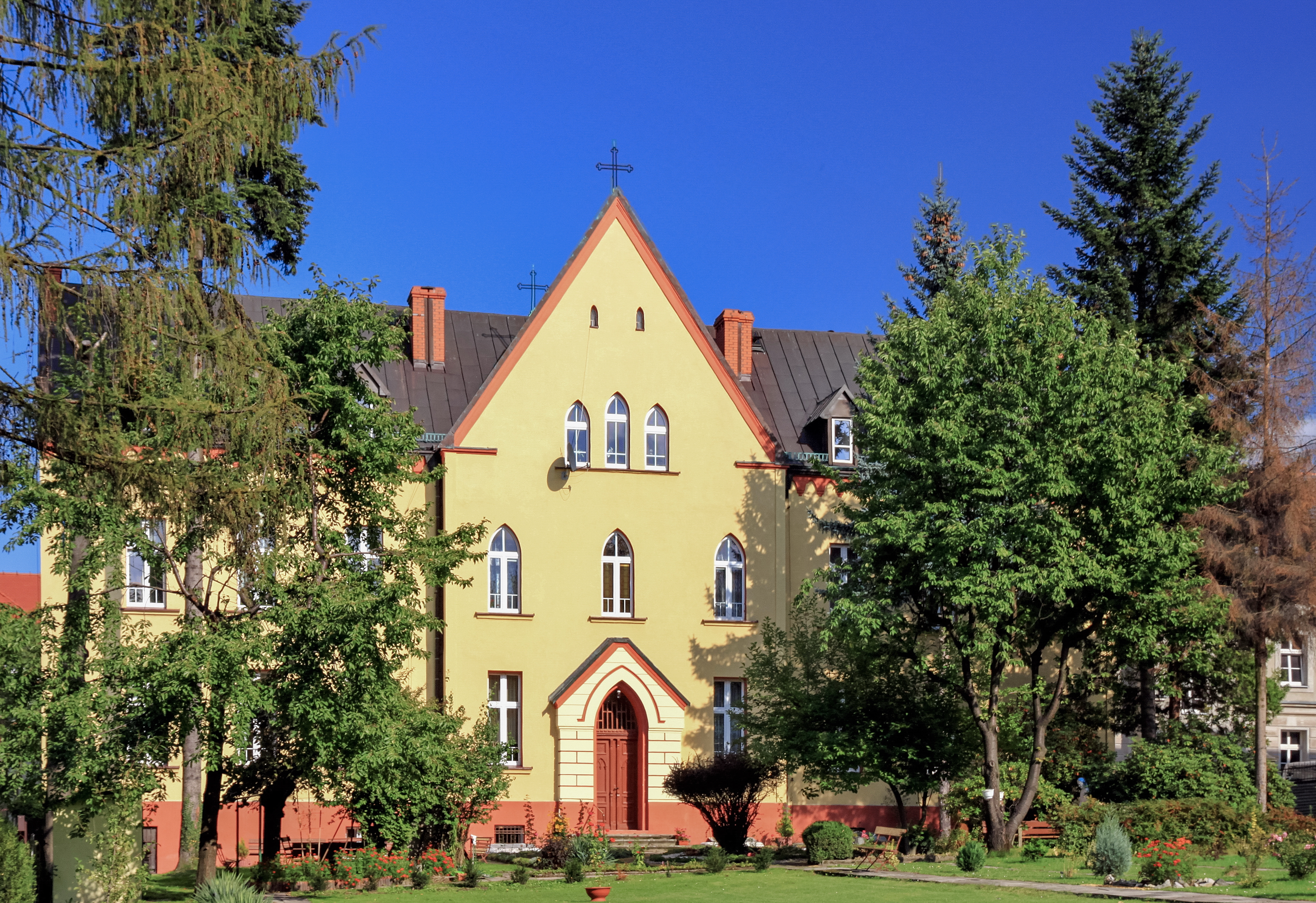
Klasztor Sióstr Boromeuszek
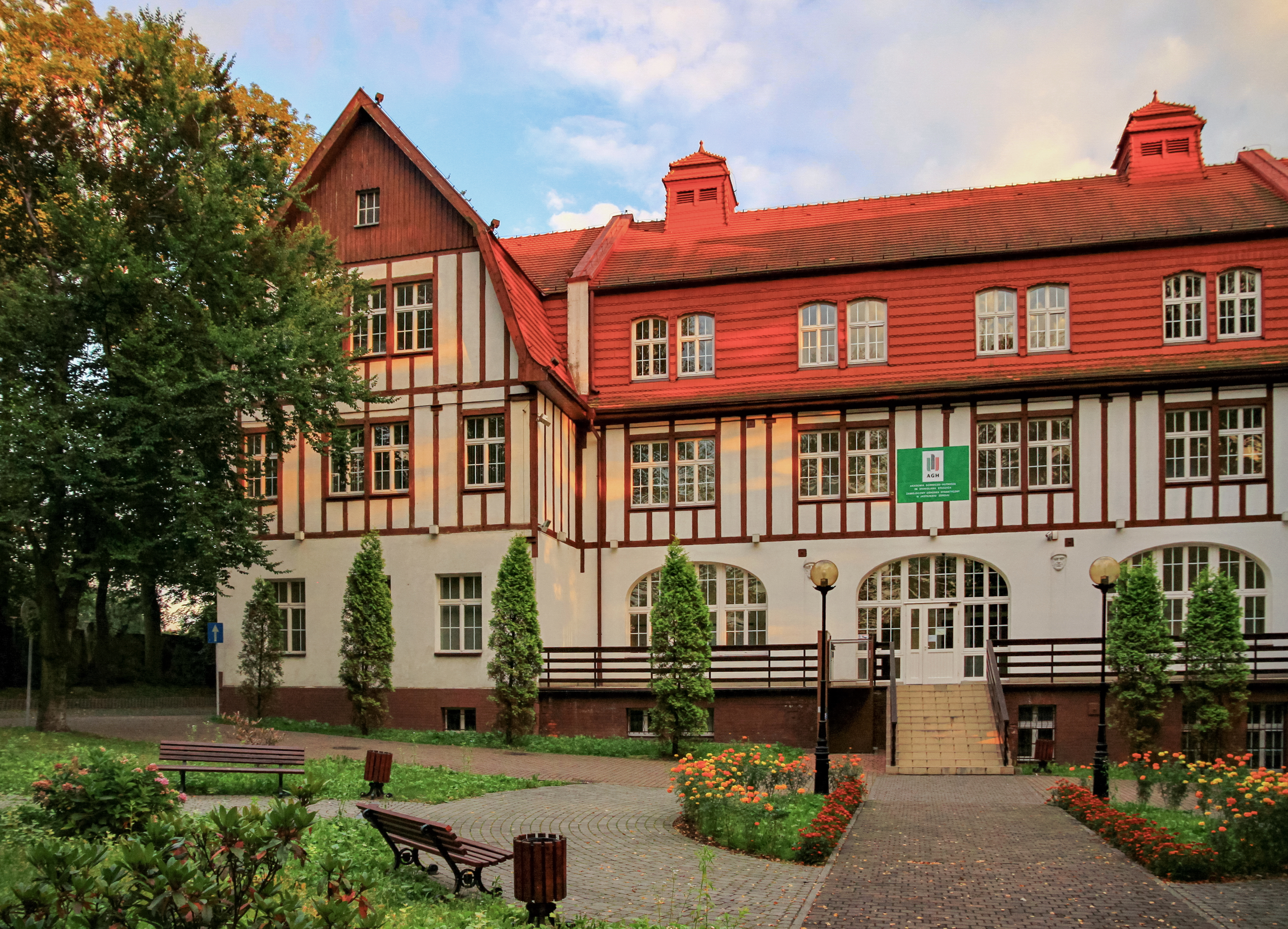
Filia Akademii Górniczo-Hutniczej
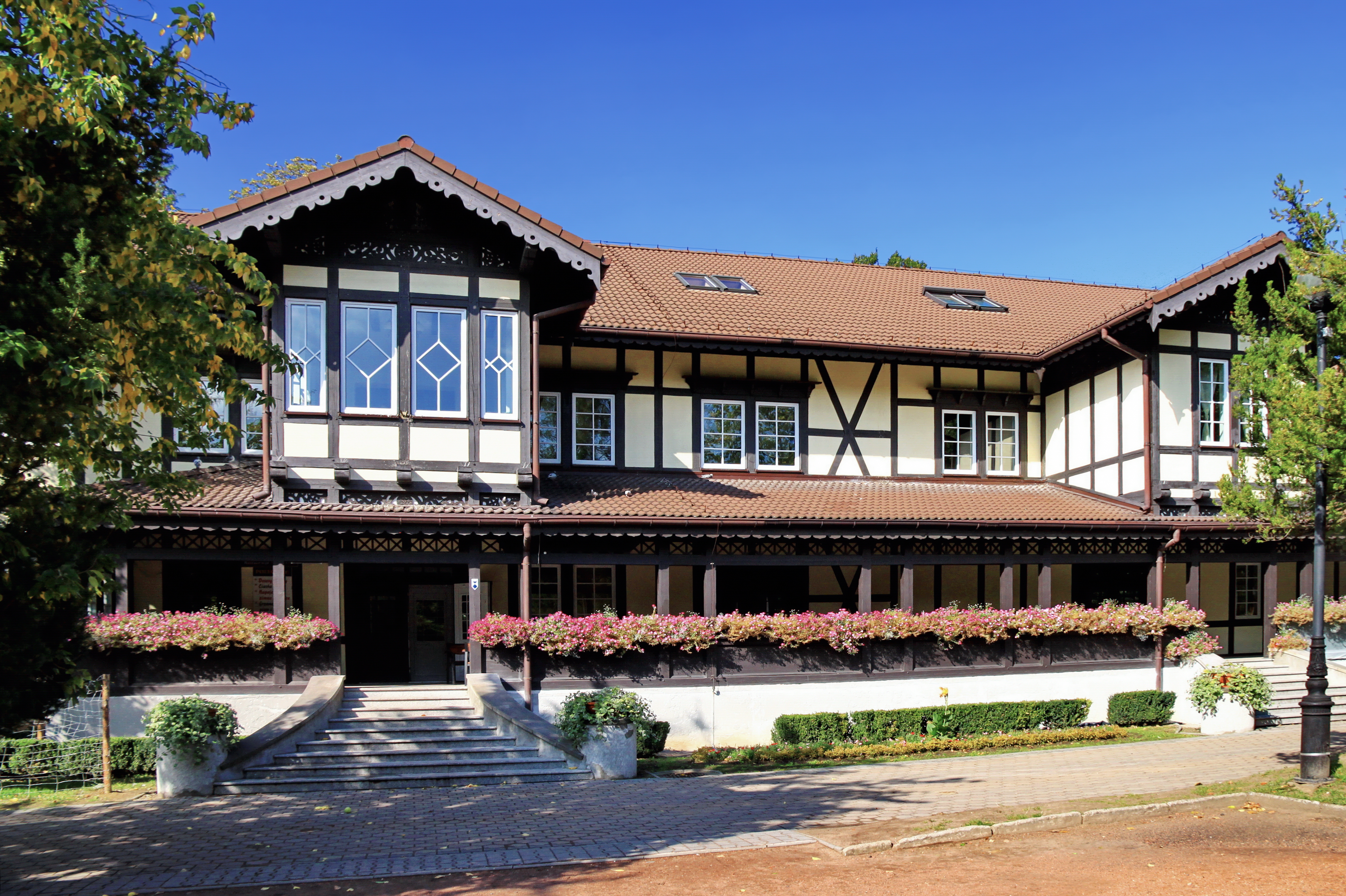
Dom Zdrojowy w Parku Zdrojowym
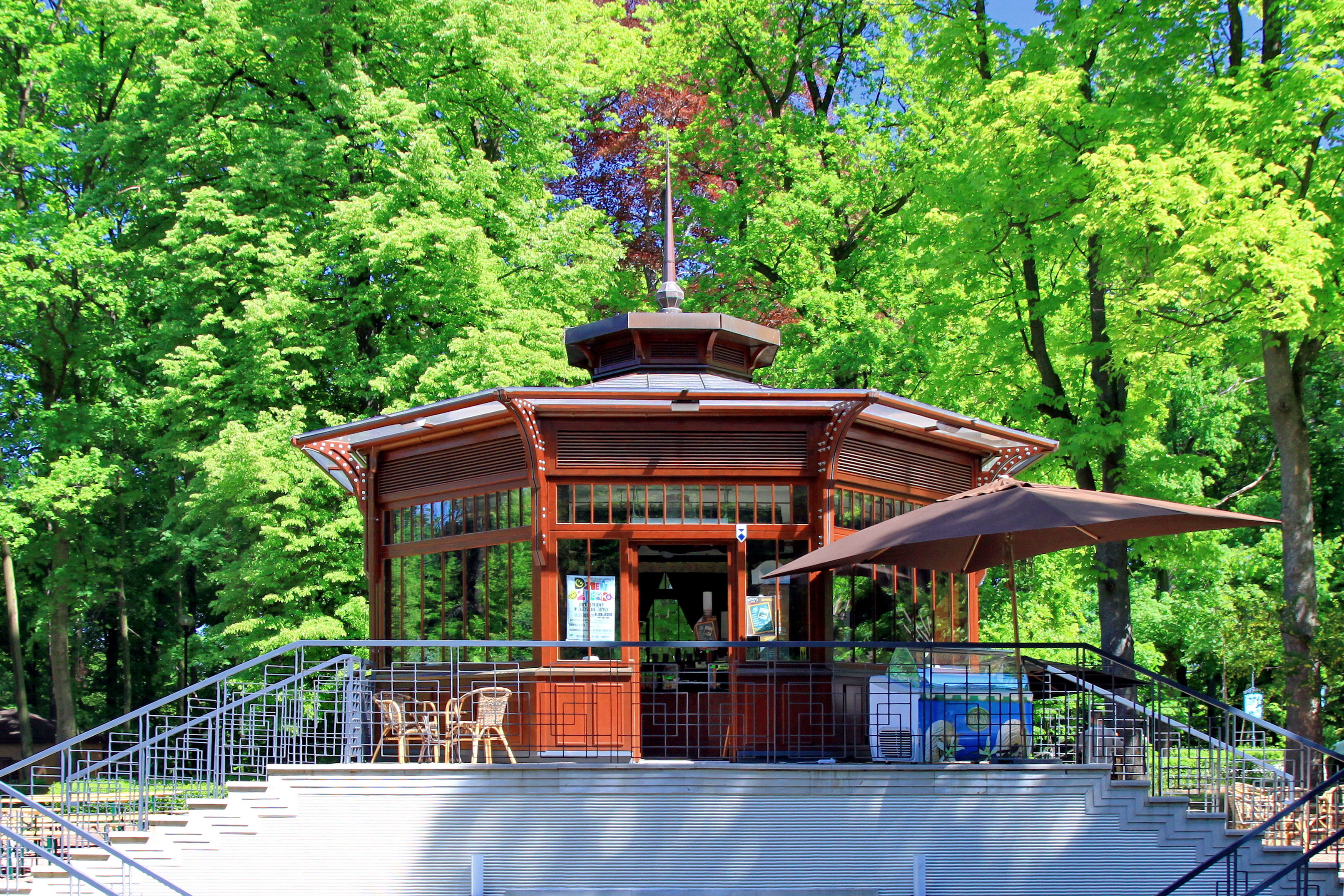
Letnia kawiarenka w Parku Zdrojowym
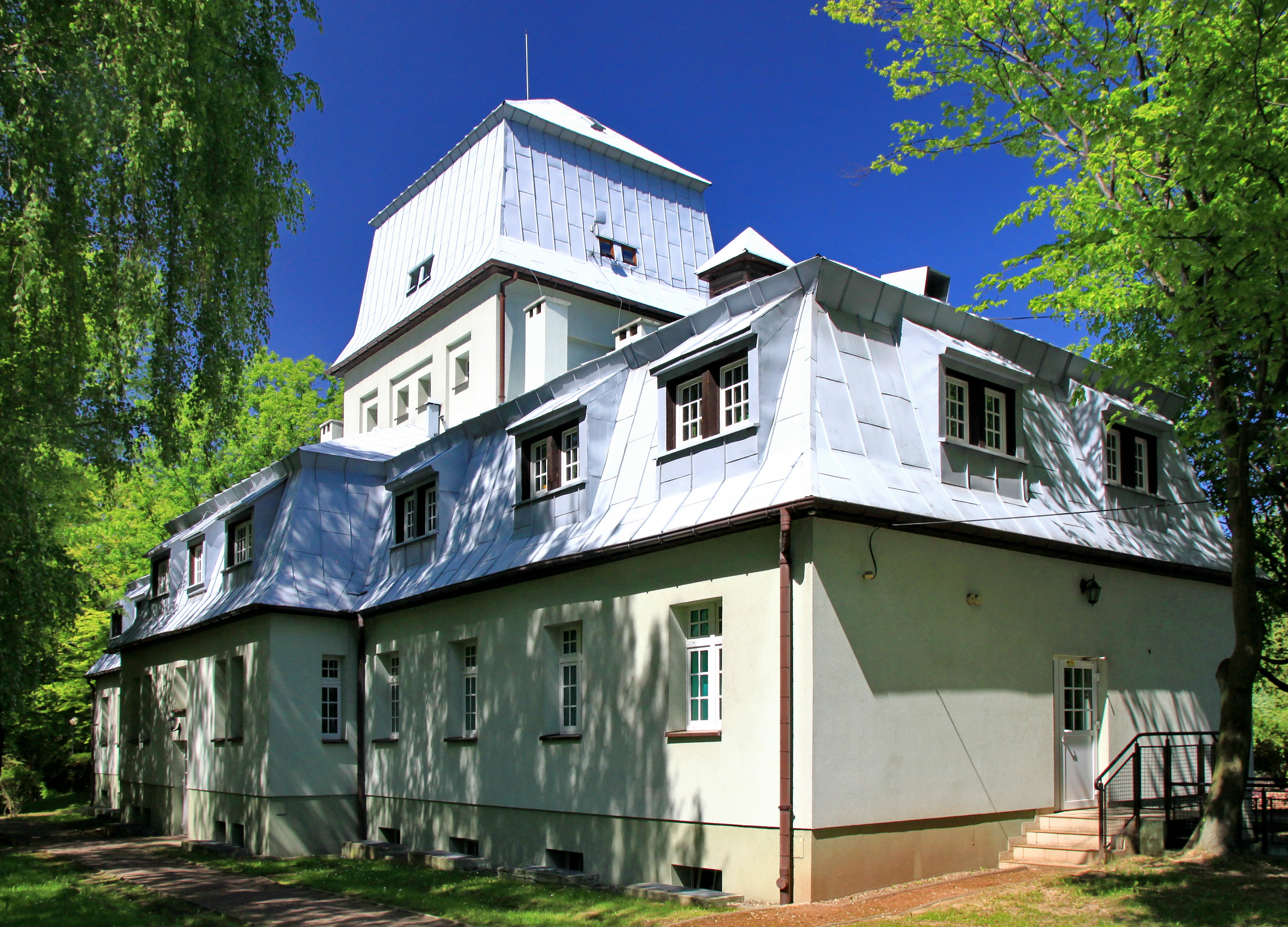
Galeria Historii Miasta w Parku Zdrojowym
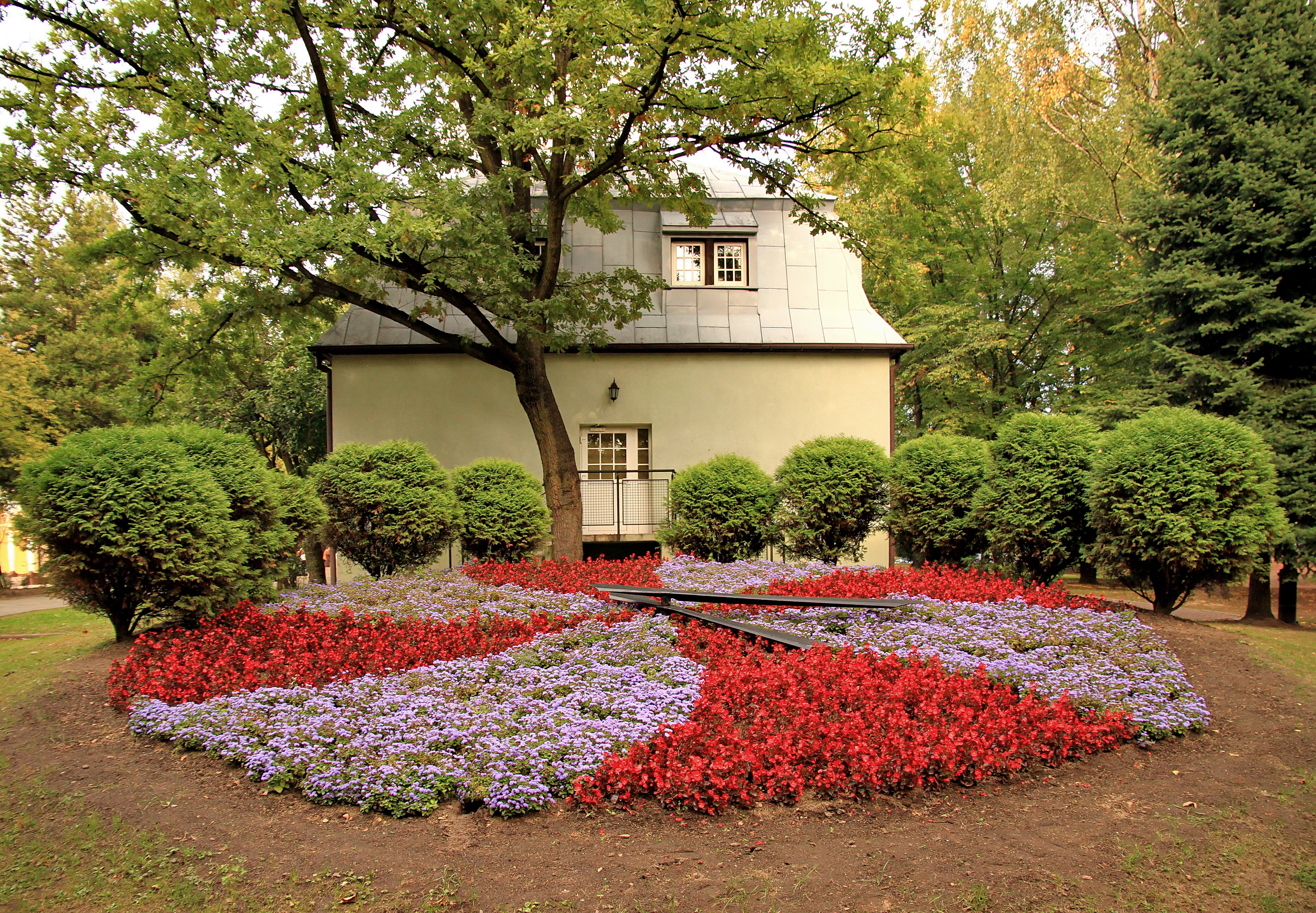
Zegar kwiatowy w Parku Zdrojowym
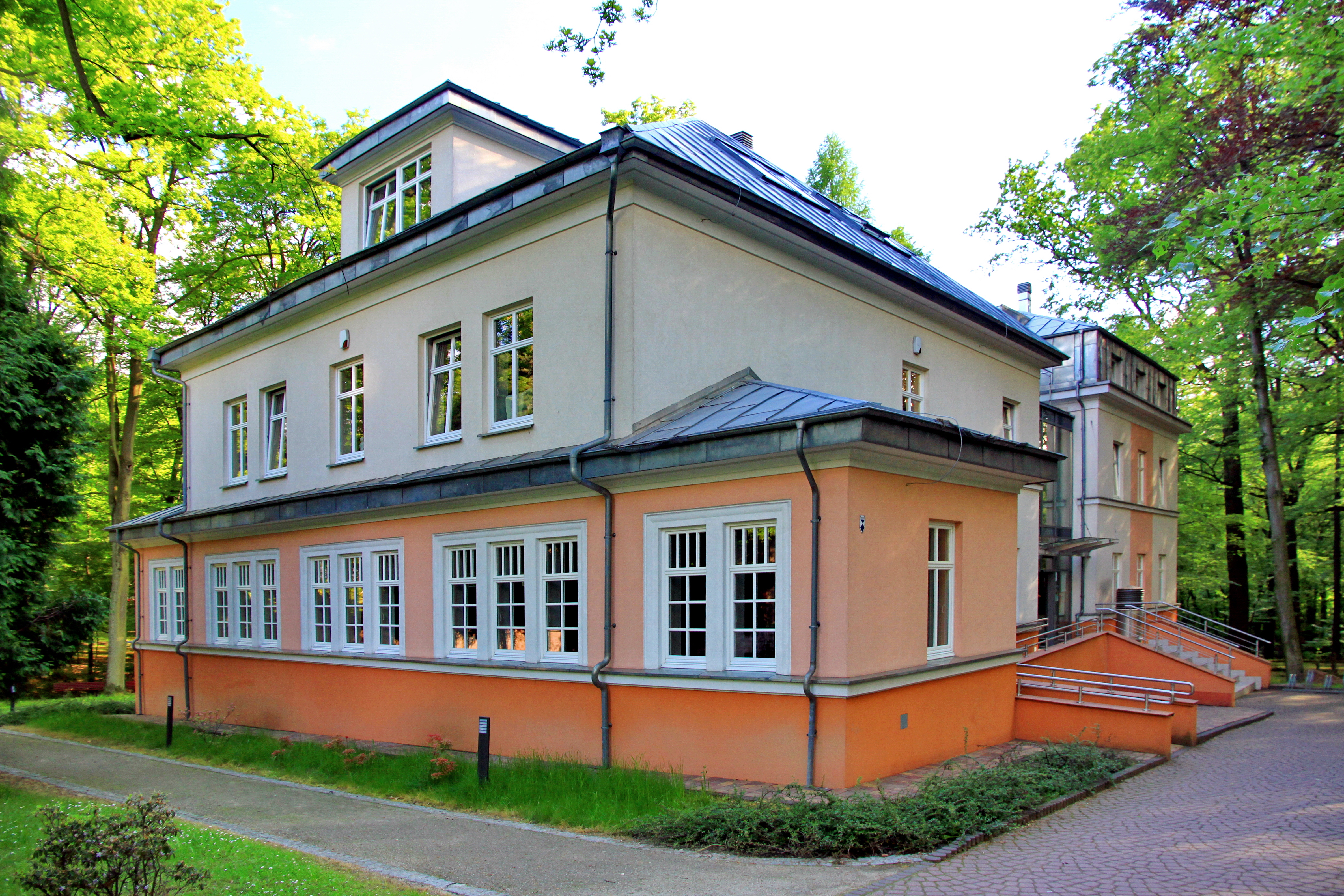
Oddział Miejskiej Biblioteki Publicznej oraz Biblioteka Uniwersytecka
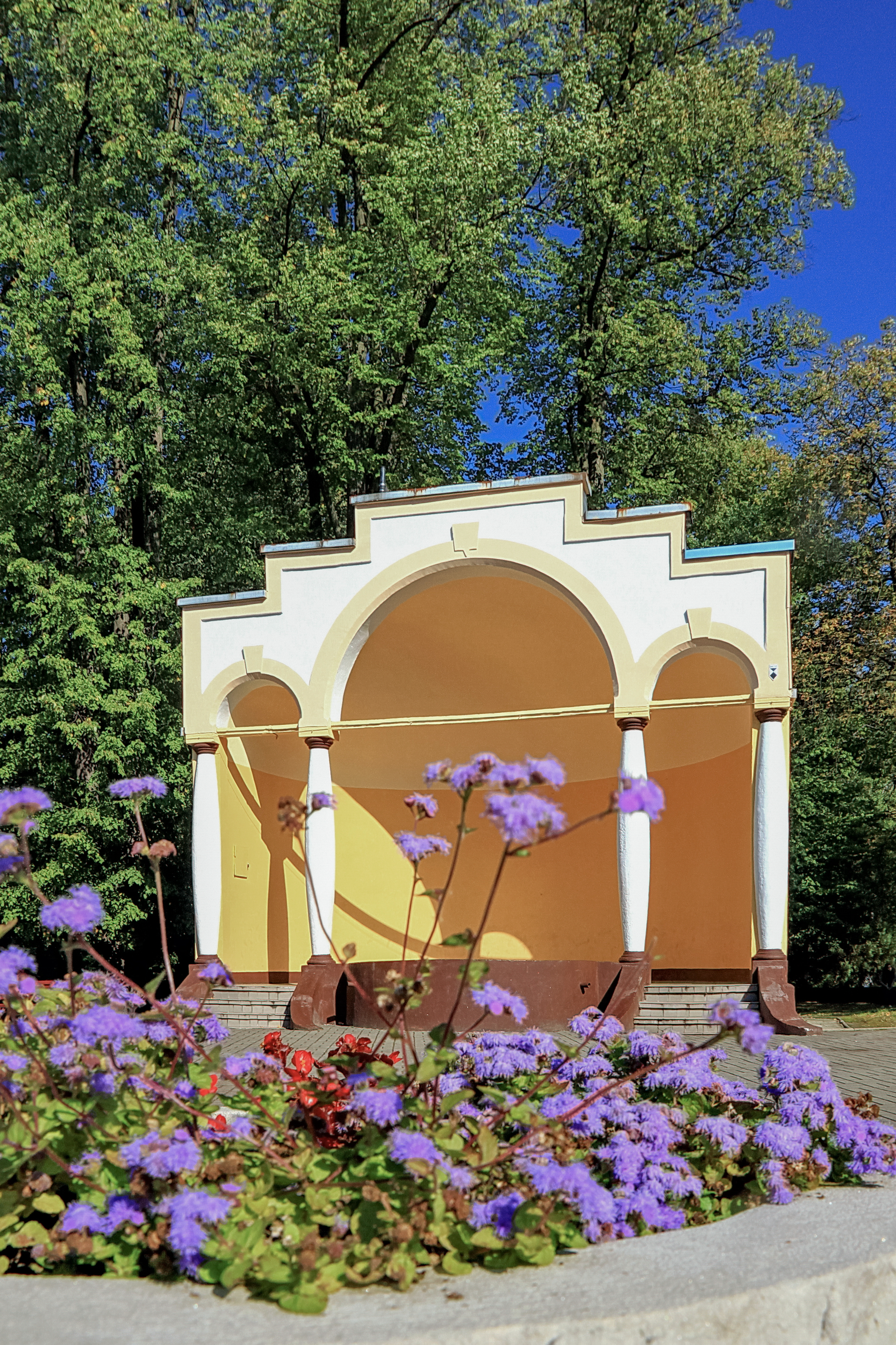
Muszla koncertowa w Parku Zdrojowym
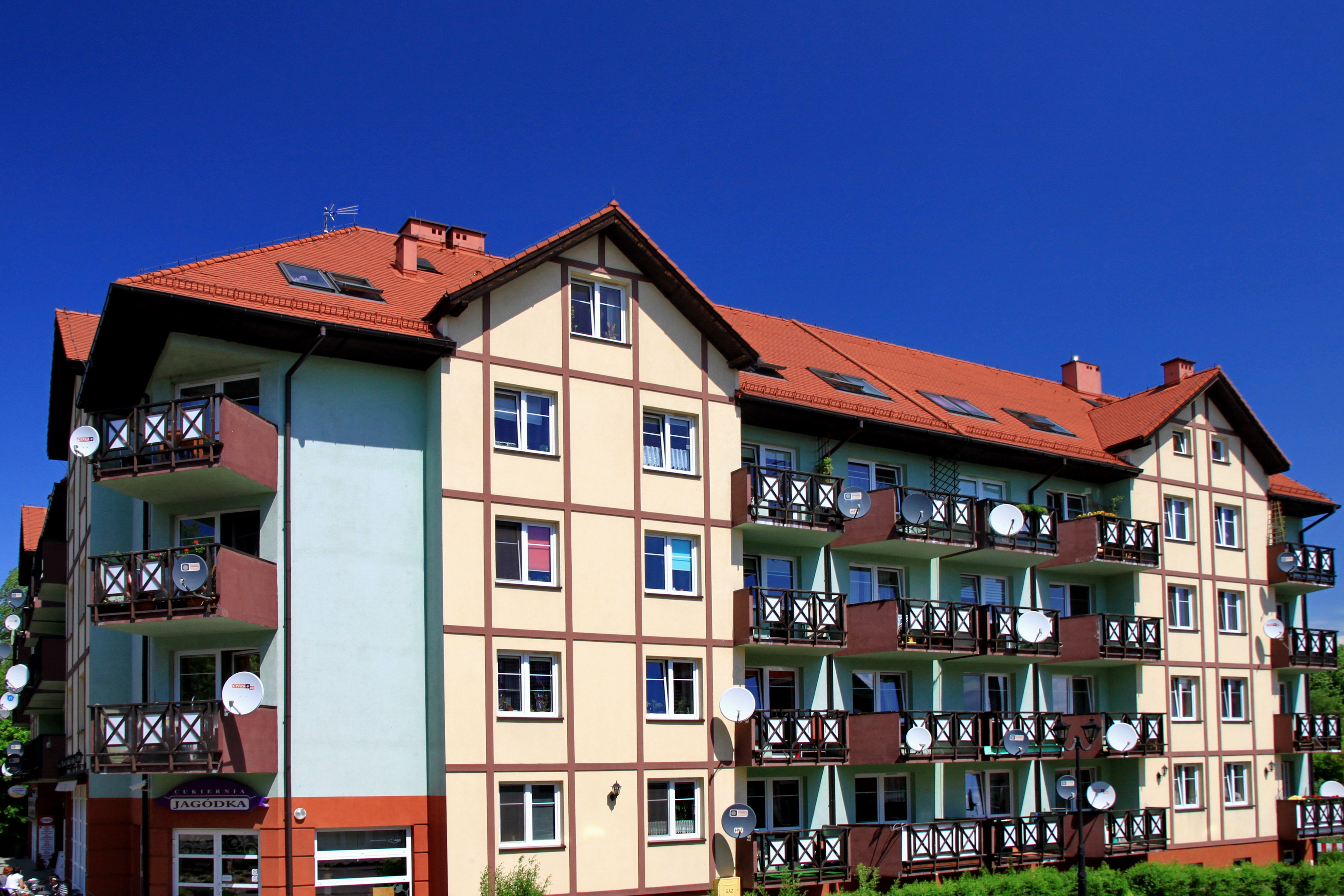
Budynek mieszkalno-usługowy na ul. Mikołaja Witczaka

## Turystyka
Przez dzielnicę przebiegają główne szlaki turystyczne oraz trasy rowerowe przechodzące przez miasto:
- Szlak im. Powstańców Śląskich (18,40 km) → trasa: Szeroka – Godów[8]
- Jastrzębski Szlak Krajoznawczy im. Jerzego Fudzińskiego (35,90 km) → trasa: Zebrzydowice – Turza Śląska[9]
- Szlak im. Ewakuacji Więźniów Oświęcimskich (91 km) → trasa: Oświęcim – Wodzisław Śląski[10]
- EuroVelo 4 (EV 4) – międzynarodowa trasa rowerowa w Polsce wyznakowana jako R-4
- czerwona trasa rowerowa nr 24 (Pętla rowerowa Euroregionu Śląsk Cieszyński)
- niebieska trasa rowerowa nr 279 – Jastrzębie-Zdrój – Strumień (23 km)
- żółta trasa rowerowa nr 271 – Jastrzębie-Zdrój – Zebrzydowice (28 km)

Na ulicy Witczaka, przy Parku Zdrojowym, znajduje się płyta upamiętniająca miejsce męczeńskiej śmierci 15 więźniów KL Auschwitz-Birkenau poległych w czasie ewakuacji obozu z Oświęcimia do Wodzisławia 19-20 stycznia 1945 roku.

## Wspólnoty wyznaniowe
- Parafia Najświętszego Serca Pana Jezusa w Jastrzębiu-Zdroju
- Świadkowie Jehowy[12]
- Kościół Ewangelicznych Chrześcijan[potrzebny przypis]